# البیو آلوارز
البیو آلوارز (انگلیسی: Elbio Álvarez؛ زادهٔ ۱۳ ژوئن ۱۹۹۴) بازیکن فوتبال اهل اروگوئه است.
از باشگاه‌هایی که در آن بازی کرده‌است می‌توان به باشگاه فوتبال پنیارول و باشگاه فوتبال بنفیکا اشاره کرد.
وی همچنین در تیم ملی فوتبال Uruguay U17 بازی کرده‌است.